# Bayerische Staatsangehörigkeit
Die bayerische Staatsangehörigkeit ist im seit 1946 unverändert bestehenden Artikel 6 der Verfassung des Freistaates Bayern (BayVerf) formell geregelt, hat aber mangels eines Umsetzungsgesetzes keinerlei faktische Bedeutung. Die bayerische Staatsangehörigkeit (Indigenat) besteht als Verfassungsrecht seit der Konstitution des Königreichs Bayern vom 1. Mai 1808 und wurde mit Edikt vom 6. Januar 1812 einheitlich für ganz Bayern geregelt.

## Erwerbstatbestände der bayerischen Staatsangehörigkeit
Artikel 6 BayVerf legt die Erwerbstatbestände der bayerischen Staatsangehörigkeit fest, Artikel 7, wer als bayerischer Staatsbürger anzusehen ist, und Artikel 8 regelt das Verhältnis des bayerischen Staatsvolkes zu den Angehörigen der anderen deutschen Länder. Die Bestimmungen lauten im Einzelnen:
Artikel 6
(1) Die Staatsangehörigkeit wird erworben
1. durch Geburt;
2. durch Legitimation;
3. durch Eheschließung;
4. durch Einbürgerung.

(2) Die Staatsangehörigkeit kann nicht aberkannt werden.
(3) Das Nähere regelt ein Gesetz über die Staatsangehörigkeit.
Artikel 7
(1) Staatsbürger ist ohne Unterschied der Geburt, der Rasse, des Geschlechts, des Glaubens und des Berufs jeder Staatsangehörige, der das 18. Lebensjahr vollendet hat.
(2) Der Staatsbürger übt seine Rechte aus durch Teilnahme an Wahlen, Bürgerbegehren und Bürgerentscheiden sowie Volksbegehren und Volksentscheiden.
(3) Die Ausübung dieser Rechte kann von der Dauer eines Aufenthalts bis zu einem Jahr abhängig gemacht werden.
Artikel 8
Alle deutschen Staatsangehörigen, die in Bayern ihren Wohnsitz haben, besitzen die gleichen Rechte und haben die gleichen Pflichten wie die bayerischen Staatsangehörigen.
Aus Art. 8 BayVerf geht hervor, dass die bayerische Staatsangehörigkeit keine Ausgrenzung von Deutschen aus anderen Bundesländern bezweckt. Deutsche ohne bayerische Staatsangehörigkeit, die in Bayern leben, haben dieselben Rechte und Pflichten wie Personen, die die bayerische Staatsangehörigkeit besitzen. Diese Sichtweise deckt sich mit dem später in Kraft getretenen Art. 33 Abs. 1 GG.

## Geschichte
Deutschland war lange Zeit kein Nationalstaat, somit bestand auch keine einheitliche deutsche Staatsangehörigkeit. Die einzelnen deutschen Territorialstaaten begannen im 19. Jahrhundert nach französischem Vorbild, Regelungen der Staatsangehörigkeit in ihren Verfassungen zu treffen. Das Königreich Bayern regelte das bayerische Indigenat als Verfassungsrecht bereits mit der Konstitution des Königreichs Bayern vom 1. Mai 1808 und in dessen Verfassung von 1818. Eine bayerische Staatsangehörigkeit bestand auch während der Zeit des Deutschen Kaiserreichs und der Weimarer Republik. Es bestanden die Staatsangehörigkeiten der jeweiligen Gliedstaaten, z. B. die von Bayern, fort. Das deutsche Reichs- und Staatsangehörigkeitsgesetz (RuStAG) vom 22. Juli 1913 knüpfte dabei an die gliedstaatliche Staatsangehörigkeit an. Erst im Jahr 1934 wurde durch die Nationalsozialisten die eigenständige Staatsangehörigkeit der deutschen Gliedstaaten zugunsten einer einheitlichen deutschen Staatsangehörigkeit abgeschafft. Das war ein Ergebnis des sogenannten Gleichschaltungsgesetzes, des Gesetzes über den Neuaufbau des Reichs vom 30. Januar 1934, dem am 5. Februar die entscheidende von Reichsinnenminister Wilhelm Frick erlassene Verordnung über die deutsche Staatsangehörigkeit folgte.
Nach dem Ende des Zweiten Weltkriegs und dem damit verbundenen Ende des „Dritten Reichs“ sollte mit dem „Entwurf eines Gesetzes über die bayerische Staatsangehörigkeit“ Art. 6 Abs. 3 BayVerf umgesetzt werden. Justizminister Wilhelm Hoegner leitete den Entwurf am 14. September 1946 dem Präsidenten der Bayerischen Verfassunggebenden Landesversammlung, Michael Horlacher, zu. Der Gesetzentwurf durchlief den Ausschuss und wurde am 15. Oktober von der Landesversammlung angenommen und der Erlass dieses Gesetzes der Staatsregierung empfohlen. Bei Inkrafttreten des Gesetzes hätten die Flüchtlinge in Bayern nicht die bayerische Staatsangehörigkeit erworben, da der Stichtag der 1. Januar 1934 war. Mit Schreiben vom 24. Oktober verweigerte Lucius D. Clay die Genehmigung des Gesetzes insoweit, als eine bayerische Staatsangehörigkeit nicht zugleich eine deutsche sei. Das Gesetz wurde daraufhin zurückgestellt und ist nicht verkündet worden. Das Grundgesetz für die Bundesrepublik Deutschland stellte in der Folge das frühere Modell zweier konkurrierender Staatsangehörigkeiten wieder her, der Passus blieb aber politisch folgenlos.
Am 3. April 1952 beschloss der Bayerische Landtag fast einstimmig, „in Bälde einen Gesetzentwurf über die Regelung der bayerischen Staatsangehörigkeit […] in Vorschlag zu bringen“. Die Staatsregierung erklärte, man müsse, um dem Landtagsbeschluss zu entsprechen, abwarten, bis das „Staatsangehörigkeitsbereinigungsgesetz“ in Bonn verabschiedet sei. 1958 wurde der Antrag auf Ausstellung eines Ausweises über den Besitz der bayerischen Staatsangehörigkeit vom Bayerischen Verwaltungsgerichtshof und die anschließende Verfassungsbeschwerde 1959 zurückgewiesen.
Im Sommer 1962 fragte der Landtagsabgeordnete Max Ludwig Lallinger (BP), ob nach dem Verlangen von 1952 bereits ein bayerisches Staatsangehörigkeitsgesetz ausgearbeitet wurde. Der damalige Innenstaatssekretär Heinrich Junker antwortete, es sei ein Entwurf 1956 entstanden. „Der Entwurf ist seither im Innenministerium nicht mehr verfolgt worden, weil die bayerische Staatsangehörigkeit keine rechtliche und darum wohl auch keine praktische Bedeutung erlangt“. Lallinger entgegnete, dass Art. 44 BayVerf für die Wahl eines bayerischen Ministerpräsidenten eine rechtsverbindliche Feststellung seiner Eigenschaft als Bayer voraussetze.
Der Verfassungsgerichtshof belehrte 1965 den klagenden Abgeordneten Lallinger, die einzelnen Bürger hätten keinen Anspruch darauf, dass ein in der Verfassung vorgesehenes Gesetz erlassen wird, somit ihm das subjektive Recht fehle.

## Verhältnis von Art.6 BayVerf zum Staatsangehörigkeitsgesetz des Bundes

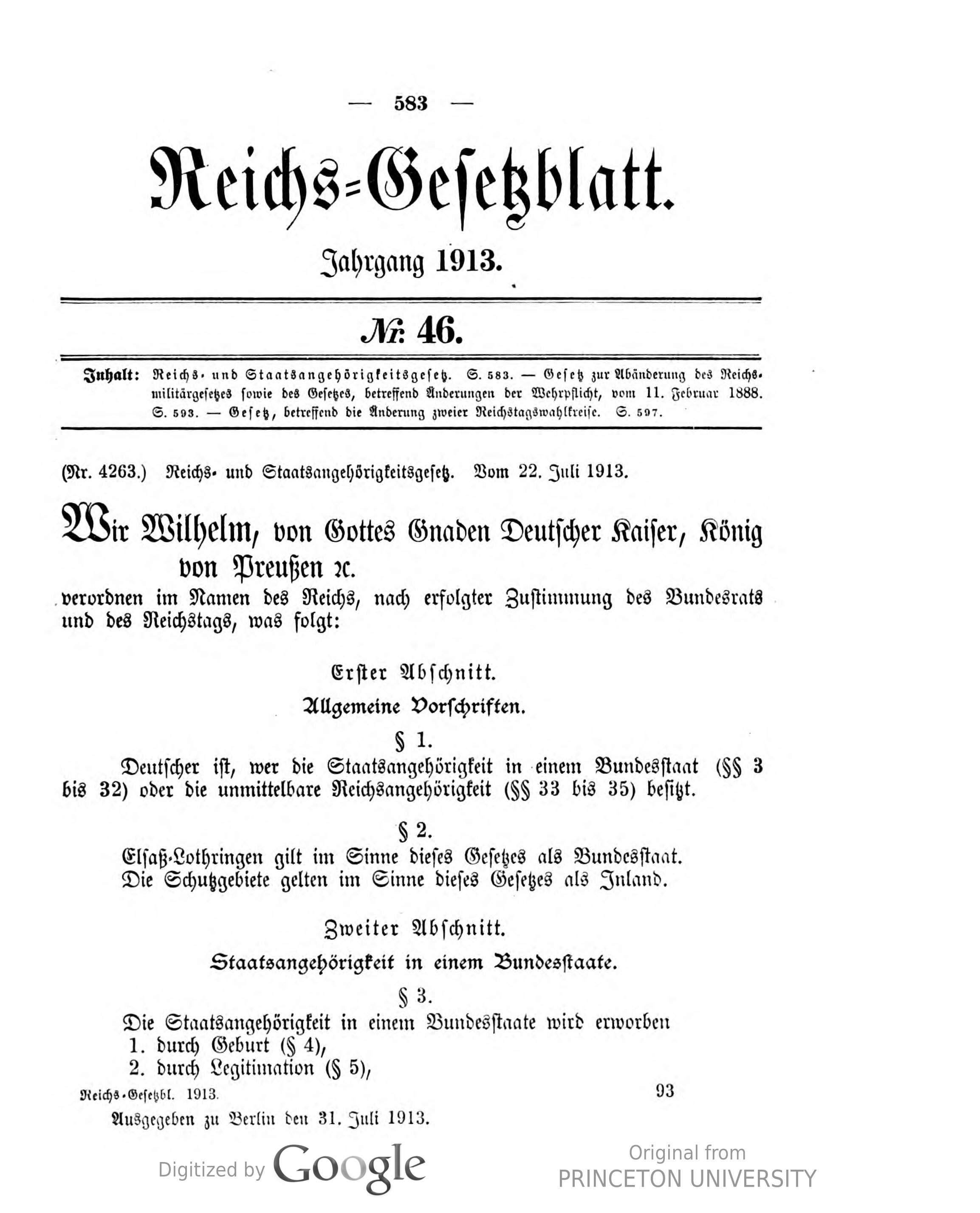
Titelseite des Reichs- und Staatsangehörigkeitsgesetzes von 1913

Die Frage der Staatsangehörigkeit ist keine aus der Natur der Sache ausschließlich dem Bund zustehende Regelungsmaterie. Das deutsche Staatsangehörigkeitsrecht ist vielmehr seit jeher von einem Nebeneinander der Staatsangehörigkeit im Bunde und der Staatsangehörigkeit in einem Lande geprägt. § 1 des Staatsangehörigkeitsgesetzes von 1870 bestimmte: „Die Reichsangehörigkeit wird durch die Staatsangehörigkeit in einem Bundesstaate erworben und erlischt mit deren Verlust.“ § 1 des Reichs- und Staatsangehörigkeitsgesetzes in seiner Urfassung vom 22. Juli 1913 (RGBl. S. 93) lautete: „Deutscher ist, wer die Staatsangehörigkeit in einem Bundesstaat (§§ 3 bis 32) oder die unmittelbare Reichsangehörigkeit (§§ 33 bis 35) besitzt“.

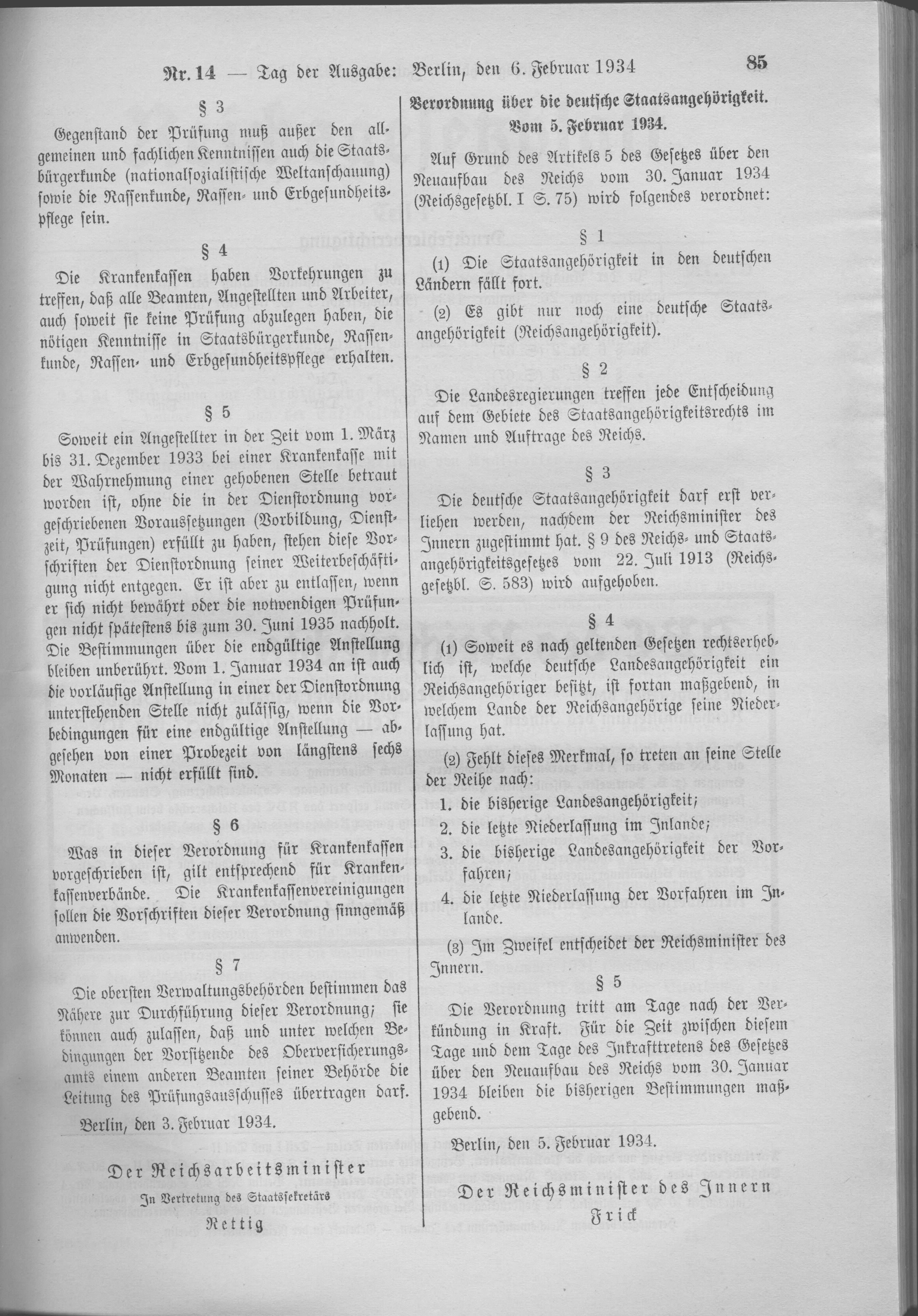
Verordnung über die deutsche Staatsangehörigkeit vom 5. Februar 1934

In der Zeit des Nationalsozialismus wurde das Nebeneinander von Bundes- und Landesstaatsangehörigkeit aufgegeben, indem § 1 der Verordnung vom 5. Februar 1934 (RGBl. I S. 85) anordnete, dass die Staatsangehörigkeit in den Ländern fortfalle (Abs. 1) und es künftig nur noch eine deutsche Staatsangehörigkeit (Reichsangehörigkeit) gebe (Abs. 2).
Nach dem Zusammenbruch des Dritten Reiches stellte das Grundgesetz für die Bundesrepublik Deutschland das frühere Modell zweier konkurrierender Staatsangehörigkeiten wieder her: Nach Art. 73 Abs. 1 Nr. 2 GG fiel die „Staatsangehörigkeit im Bunde“ in die ausschließliche Gesetzgebungszuständigkeit des Bundes, während die „Staatsangehörigkeit in den Ländern“ Teil der konkurrierenden Gesetzgebungszuständigkeit wurde (Art. 74 Abs. 1 Nr. 8 GG). Hiernach waren die Länder für die Gesetzgebung zuständig, sofern nicht der Bund von seinem Gesetzgebungsrecht Gebrauch machte. Der Bund hätte in dieser Zeit durch Bundesgesetz die Landesstaatsangehörigkeiten regeln können und damit Art. 6 BayVerf außer Kraft setzen können. Von seinem Gesetzgebungsrecht hat der Bund jedoch nie Gebrauch gemacht.
Vielmehr wurde Art. 74 Abs. 1 Nr. 8 GG mit Wirkung vom 31. Dezember 1994 aufgehoben. An dem grundsätzlichen Nebeneinander zweier Staatsangehörigkeiten sollte dadurch jedoch nichts geändert werden. Ausweislich der amtlichen Begründung zur Grundgesetzänderung sollte die Entscheidung über die Begründung einer Landesstaatsangehörigkeit nunmehr ausschließlich den Ländern überlassen werden. Der Bund hat also lediglich auf sein Gesetzgebungsrecht verzichtet und die Materie in die ausschließliche Gesetzgebungskompetenz der Länder (Art. 70 Abs. 1 GG) überführt, nicht aber Landesstaatsangehörigkeitsgesetze künftig ausschließen wollen.
Das Staatsangehörigkeitsgesetz des Bundes regelt hiernach nur die (gesamt)deutsche Staatsangehörigkeit. Art. 6 BayVerf ist nicht nach Art. 31 des Grundgesetzes („Bundesrecht bricht Landesrecht.“) außer Kraft getreten, sondern gilt de jure als Landesverfassungsrecht weiter.

## Praktischer Nutzen der bayerischen Staatsangehörigkeit heute
Die bayerische Staatsangehörigkeit ist derzeit – anders als zum Zeitpunkt des Inkrafttretens der Bayerischen Verfassung am 8. Dezember 1946, als es an einem deutschen Gesamtstaat noch fehlte – in ihrer praktischen Bedeutung sistiert, d. h. also de facto derzeit ohne Relevanz für die Bürger des Freistaats Bayern, das seit 1949 ein völkerrechtlich teilsouveräner Gliedstaat der Bundesrepublik Deutschland ist. Deren Staatsbürgerschaft ist auch für Bayern maßgeblich.
Außer- und innerstaatlich hat die bayerische Staatsangehörigkeit derzeit keine praktische Konsequenz. Der Bayerische Verfassungsgerichtshof hat in seinem Urteil vom 12. März 1986 entschieden, dass die bayerische Staatsangehörigkeit durch Art. 6 BayVerf zwar als Institution wieder eingeführt worden sei. Eine konkrete Zuerkennung der bayerischen Staatsangehörigkeit an bestimmte Personen sei aber nicht möglich, solange kein Durchführungsgesetz gemäß Art. 6 Abs. 3 BayVerf über die bayerische Staatsangehörigkeit erlassen werde. Zugleich wies das Gericht darauf hin, dass ein etwaiges bayerisches Gesetz die bayerische Staatsangehörigkeit nicht Personen zuerkennen dürfe, die nicht zugleich Deutsche im Sinne des Grundgesetzes seien. Das im Grundgesetz verankerte bundesstaatliche Prinzip schließe es aus, dass der Kreis der Landesangehörigen insgesamt größer sein könne als der Kreis der Deutschen. Ein Gesetz über die bayerische Staatsangehörigkeit könne nur eingrenzende Regelungen darüber enthalten, welche Deutschen im Sinne des Art. 116 Abs. 1 GG zugleich bayerische Staatsangehörige im Sinne des Art. 6 Abs. 1 BayVerf seien und welche nicht.
In einem anderen Fall, in dem der Beschwerdeführer für sich die deutsche und die bayerische Staatsangehörigkeit in Anspruch nahm, entschied der Bayerische Verfassungsgerichtshof, es erübrige sich, hierauf näher einzugehen. Denn der Beschwerdeführer könne sich auf keinen Fall auf jene Verfassungsnorm berufen, weil sich aus ihr, jedenfalls solange das in Art. 6 Abs. 3 BayVerf vorgesehene Staatsangehörigkeitsgesetz noch nicht erlassen sei, keine subjektiven Rechte ableiten ließen. Diese Entscheidung macht deutlich, dass der Einzelne vorerst keine Möglichkeit hat, Nutzen aus dem formalen Fortbestehen der bayerischen Staatsangehörigkeit zu ziehen.
2013 befand der Verfassungsgerichtshof, dass Erwerb (oder Verlust) der bayerischen Staatsangehörigkeit „nicht vollziehbar [sei], da das in Art. 6 Abs. 3 BayVerf vorgesehene Gesetz zur näheren Regelung nicht erlassen wurde. Der Grund hierfür liegt darin, dass die Bestimmungen der Bayerischen Verfassung von 1946 über die bayerische Staatsangehörigkeit mit der Einbeziehung Bayerns in die Bundesrepublik Deutschland an Bedeutung verloren haben (…).“ Weiter: „Staatsbürger im Sinn der Art. 7 Abs. 2, Art. 12 Abs. 3 Satz 1 BayVerf ist danach jeder, der die deutsche Staatsangehörigkeit gemäß Art. 16, 116 GG besitzt und in Bayern wohnhaft ist. Ausländer können nach dieser Rechtsprechung nicht Staatsbürger sein (…).“

## Entwicklung der Landesstaatsangehörigkeit in den anderen Ländern
Art. 53 der Verfassung des Landes Baden vom 18. Mai 1947 enthielt Regelungen über die badische Staatsangehörigkeit. Auch die Verfassung für Württemberg-Hohenzollern vom 18. Mai 1947 sah in Artikel 6 eine Regelung der Staatsangehörigkeit vor. Mit dem Inkrafttreten der Verfassung des Landes Baden-Württemberg am 11. November 1953 wurden diese Verfassungen aufgehoben.
Im Übrigen hat keines der anderen Länder Regelungen über die Landesstaatsangehörigkeit in seine Verfassung aufgenommen, obwohl viele Länderverfassungen noch vor dem Inkrafttreten des Grundgesetzes erlassen worden sind. Es sind auch keine Landesstaatsangehörigkeitsgesetze ergangen. 
In der amtlichen Begründung zur Abschaffung von Art. 74 Abs. 1 Nr. 8 GG wurde darauf hingewiesen, dass die aufgehobene Vorschrift keine praktische Bedeutung besessen habe und negative Auswirkungen für den Bund durch die Abschaffung der Regelung nicht zu befürchten seien, da die Länder in keinem Fall die Staatsangehörigkeit im Bund regeln könnten.